# 리시스트라타

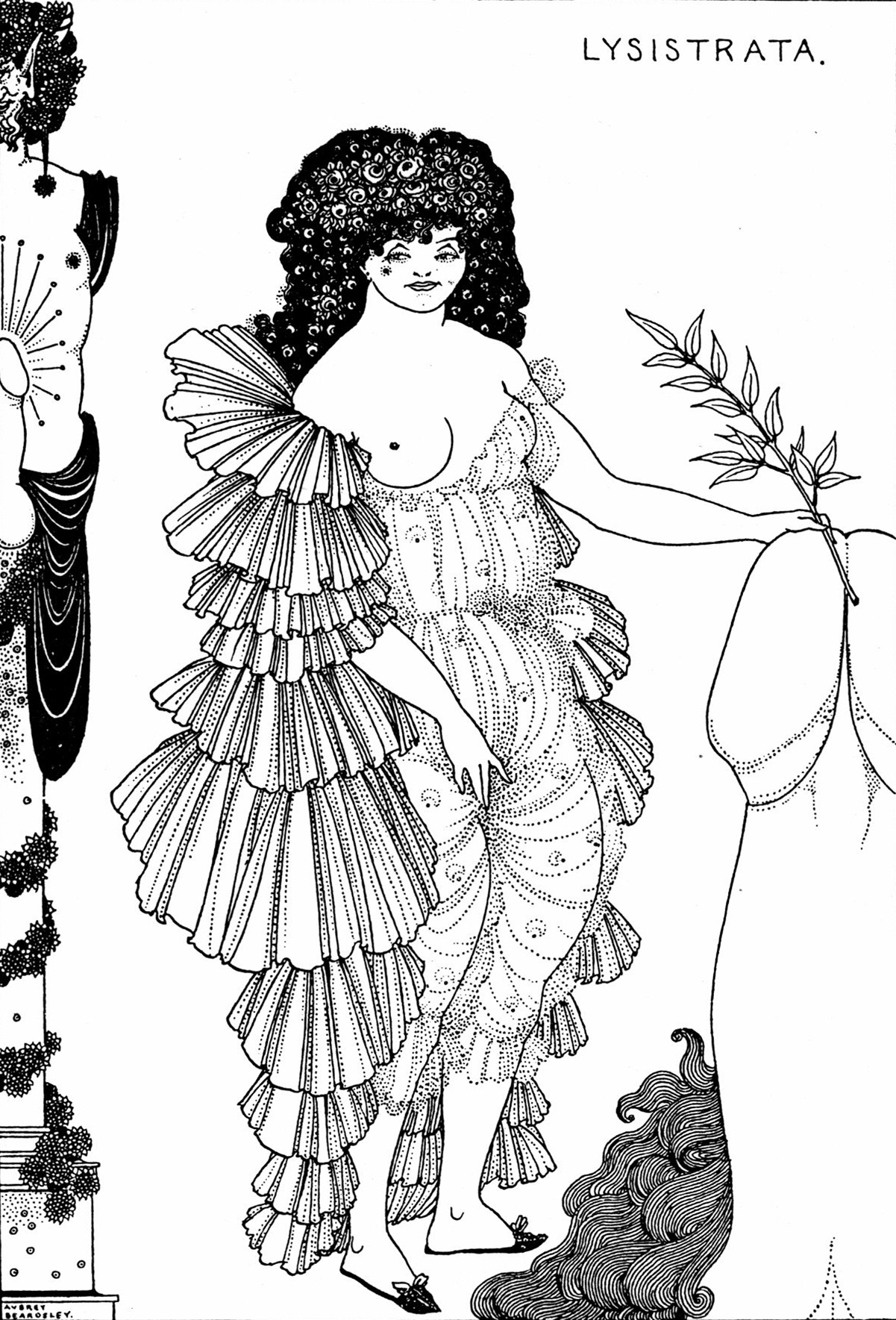
1896년의 오브리 비어즐리의 일러스트레이션

〈리시스트라타〉(Lysistrata)는 아리스토파네스의 고대 그리스 희극으로, 전쟁을 중단시키기 위해 여성들이 성관계 거부를 결의한다는 내용이다. 성과 권력, 평화에 대한 통찰을 담고 있으며, 여성들의 단합과 행동이 큰 변화를 일으킬 수 있음을 보여 준다. 2003년 전 세계적 규모로 진행된 ‘리시스트라타 프로젝트’는 최초의 극장 연대 반전 운동으로 기록된다.

## 설명
〈리시스트라타〉는 고대 그리스 극작가 아리스토파네스의 코미디다. 전쟁을 종식시키기 위한 여성들의 섹스 파업을 다룬다. 펠로폰네소스 전쟁을 배경으로, 아테네와 스파르타의 끊임없는 충돌을 비판할 의도로 쓰였다.
아테네 여성 리시스트라타는 스파르타와 다른 그리스 도시 여성들과 연합해 남편들이 전쟁을 끝내고 돌아올 때까지 성관계를 거부하는 파업을 조직한다. 이들은 또한 아크로폴리스를 점하고 국가 재정을 통제하며, 남성들이 평화 협상에 나설 때까지 끈질기게 저항한다. 아리스토파네스는 성 역할, 권력, 평화라는 주제를 탐구하며 전쟁의 어리석음과 인간 본성의 다양한 측면을 풍자적으로 묘사했다.
고대 그리스 사회에서 여성의 역할과 권한에 대한 도전적인 시각을 제시한 <리시스트라타>는 평화와 전쟁, 성별 간 권력 관계에 대한 깊은 통찰력을 보여 준다. 특히 심각한 사회적 메시지를 풍자와 유머로써 전달하고 있어 관객의 흥미를 끌고 주제를 효과적으로 전달한다. 다양한 시대, 문화적 배경에서 여러 차례 재해석되어 관객, 독자에게 호응을 얻을 수 있었던 이유다.
2003년 3월 3일, 59개국에서 아리스토파네스의 반전 코미디 〈리시스트라타〉 독회가 진행되었다. 1029회에 걸쳐 진행된 이른바 ‘리시스트라타 프로젝트’는 부시 행정부의 대 이라크 전쟁에 대한 항의 표시였다. 전 세계 극장과 연극인이 연대한 최초의 반전 운동이었다. 극장, 학교, 교회, 도서관, 카페, 커뮤니티 센터 등 다양한 장소에서 프로젝트가 진행되었고 30만 명이 넘는 사람들이 참여했다.
〈리시스트라타〉에 대한 이런 호응은 전쟁, 평화, 성별 역학의 주제가 시간과 공간을 초월해 언제나 유효함을 보여 준다. 우리 시대에 부합하는 새로운 <리시스트라타>를 기다리며 무대화에 적합한 구어 표현을 염두에 두고 번역했다. 원전의 가장 충실한 해석으로 호평받는 할리웰 영역을 원전으로 삼아 상세한 주석과 해설을 붙였다. 작품 창작 배경 등 아리스토파네스 작품 세계에 대해 포괄적으로 이해할 수 있도록, 더불어 그리스극의 기본 구성과 특징에 대해서도 상세히 알 수 있도록 했다.